# Thomas Smith (Gouverneur)
Thomas Smith (* 1648 in Exeter, Devonshire, England; † 16. November 1694 in der südlichen Province of Carolina dem späteren US-Bundesstaat South Carolina) war ein englischer Pflanzer, Kaufmann, Arzt und Kolonialpolitiker.

## Lebenslauf
Thomas Smith war ein Sohn von Thomas Smith Sr. und Joan Atkins. Über seine Jugend und Schulausbildung ist nichts überliefert. Im Jahr 1684 wanderte er mit seiner ersten Frau und zwei Söhnen in den südlichen Teil der englischen Kolonie Province of Carolina aus. Dort erwarb er eine beträchtliche Landfläche (48,000 acres). Sein Gesamtbesitz wurde als Wiskinboo Barony bezeichnet. Durch seine zweite Heirat gelangte er dann auch in den Besitz der sogenannten Medway Plantage. Er war aber nicht nur als Pflanzer, sondern auch als Händler und Arzt tätig. In den folgenden Jahren stieg nicht nur sein Reichtum, sondern auch sein politischer Einfluss in der Kolonie. Im Mai 1688 wurde er zum Leiter der dortigen Zollbehörde ernannt (commissioner of customs). Später gehörte er dem kolonialen Parlament an, das gelegentlich in seinem Haus in Charleston tagte. Im Jahr 1693 wurde er zum Nachfolger von Kolonialgouverneur Philip Ludwell bestellt. Dieses Amt bekleidete er ab Mai 1693 bis zu seinem Tod am 16. November 1694. Während dieser Zeit musste er sich unter anderem mit inneren Spannungen zwischen verschiedenen religiösen Gruppen  auseinandersetzen. Ein weiterer Krisenherd stellte der Gegensatz zwischen den Anhängern der Proprietoren, den wichtigsten Männern der Kolonie, und deren Gegner dar. Smith setzte sich für das Ende des Handels mit Indianern zum Zweck der Sklaverei und zur Reduzierung der Handelsbeziehungen mit Piraten ein.
Thomas Smith war der Großvater von Josiah Smith (1704–1781), einem im kolonialen South Carolina aktiven Prediger der Ersten Great Awakening.